# Neal Cassady (film)
Cet article concerne le film de Noah Buschel. Pour la personnalité américaine, voir Neal Cassady.

Neal Cassady est un film américain réalisé par Noah Buschel, sorti en 2007.

## Synopsis
La vie de Neal Cassady après la parution de Sur la route, de Jack Kerouac, traitant principalement de la relation de Neal à son alter ego fictif, Dean Moriarty.

## Distribution
- Tate Donovan : Neal Cassady
- Amy Ryan : Carolyn Cassady
- Glenn Fitzgerald : Jack Kerouac
- Chris Bauer : Ken Kesey
- Hanna Hall : Sophie Bloom
- Josh Hamilton : Crook Sherman
- Brendan Sexton III : Little Big
- Liza Weil : Doris Delay
- Merritt Wever : la fille de la montagne
- Stephen Adly Guirgis : Cassady Senior
- Paz de la Huerta : Tonya Novak
- Shareeka Epps (en) : Annie Gibson
- Josh Pais : Calbert Holt
- Olek Krupa :  Julian Nabokov

## Réception
La famille de Neal Cassady a critiqué le film, le jugeant très imprécis.